# Leverage (TV-serie)
Leverage är en amerikansk action-/deckarserie som sändes under 2008–2012. Serien fick en uppföljare 2021 med namnet Leverage: Redemption.

## Handling
Fyra före detta kriminella under ledning av Nathan Ford hjälper privatpersoner som blivit illa behandlade av företag och myndigheter.

## Rollista i urval
| - Timothy Hutton – Nathan Ford - Gina Bellman – Sophie Devereaux - Aldis Hodge – Alec Hardison - Christian Kane – Eliot Spencer - Beth Riesgraf – Parker | - Mark Sheppard – James Sterling - Jeri Ryan – Tara Cole - Tom Skerritt – Jimmy Ford - Richard Chamberlain – Archie Leach - Wil Wheaton – Colin Mason |